# Paramonacanthus pusillus
Paramonacanthus pusillus es una especie de peces de la familia Monacanthidae en el orden de los Tetraodontiformes.

## Morfología
- Los machos pueden llegar alcanzar los 14,6 cm de longitud total.
- Número de  vértebras: 19.[1][2]

## Hábitat
Es un pez de mar y de clima tropical y demersal que vive entre 28-79 m de profundidad.

## Distribución geográfica
Se encuentra desde el Mar Rojo hasta Sudáfrica, el norte de Australia y el sur del Japón.

## Observaciones
Es inofensivo para los humanos.